# Lo que importa es vivir
Lo que importa es vivir é um filme de drama mexicano de 1987 dirigido e escrito por Luis Alcoriza. Foi selecionado como representante do México à edição do Oscar 1988, organizada pela Academia de Artes e Ciências Cinematográficas.

## Elenco
- Gonzalo Vega - Candelario
- Ernesto Gómez Cruz - Lázaro
- María Rojo - Chabela
- Loló Navarro - Mamá Rosita
- Alejandro Parodi - Canales
- Justo Martínez - Gabriel
- Eduardo Borja - Padre Aurelio
- Bruno Rey - Comandante
- Ramón Menéndez - Gregorio